# ایمار اوروز
ایمار اوروز (انگلیسی: Aimar Oroz؛ زادهٔ ۲۷ نوامبر ۲۰۰۱) بازیکن فوتبال اهل اسپانیا است.
از باشگاه‌هایی که در آن بازی کرده‌است می‌توان به باشگاه فوتبال اوساسونا اشاره کرد.